# Dinosaur Provincial Park
Dinosaur Provincial Park utsågs till världsarv år 1979. Parken ligger 48 kilometer öster om staden Calgary i provinsen Alberta i Kanada. Parken ligger i ett område med karg och klippig terräng och många ovanliga bergsformationer. Dess yta omfattar 74,29 kvadratkilometer och området är känt för att ha en av de rikligaste förekomsterna av dinosaurielämningar i världen. 
I parken har man har hittat fossil av 35 olika dinosauriearter, daterade till från ungefär 75 miljoner år sedan. Fossila rester från fler än 300 olika djur har flyttats från parken och ställts ut på museum runt om i världen. Parken har också andra höga naturvärden, som en rik flora och fauna och skyddsvärda naturscenerier. 

## Geologi
Mot slutet av kritaperioden var den dåvarande Nordamerikanska kontinenten ett mycket gynnsamt land för dinosaurier. Klimatet var subtropiskt och varmt året om med säsongsmässiga regnperioder. Kontinenten var genomskuren av ett grunt hav som sträckte sig från Norra ishavet i norr till Mexikanska golfen i söder. Alberta och Dinosaur Provincial Park var täckt av flodslätter och sumpområden och vid havet i öst fanns floddeltan som avsatte stora mängder sand och lera.
Sedimenten i Dinosaur Provincial Park spänner över tre formationer: den terrestiska Oldmanformationen vid basen av stratan och Dinosaur Park-formationen ovan, samt den marina Björntassen högst upp.
Dessa formationer skapades ursprungligen av stora floder (jämförbara i storlek med dagens Red Deer i Kanada). Formationerna daterar sig till yngre krita, för runt 75 miljoner år sedan.

## Historia

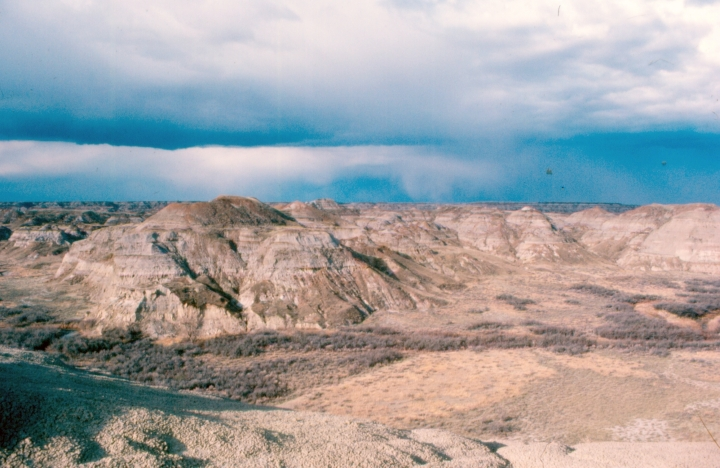
Det karga landskapet i Dinosaur Provincial Park

På 1800-talet slog sig nybyggare ned i området runt Dinosaur Provincial Park. De kallade området för "Badlands", ett engelskt ord som översatt betyder ungefär "dålig" eller "besvärlig" mark, eftersom området var omöjligt att korsa med häst och vagn och inte kunde användas till odling. Till en del brukade man det dock som betesmark för kreatur. 
Ett av de första fossil som hittades i parken var kraniet av en Albertosaurus. Det hittades 1884 av Joseph Tyrrell från Kanadas geologiska institut. Kraniet skickades till Ottawa för vidare undersökningar, och en geolog som hette Thomas C. Weston blev så förtjust i det att han reste till parken 1888. Eftersom det var omöjligt att ta sig igenom området med häst och vagn lät han bygga en flotte som skulle verka som expeditionens huvudbas. Flotten fick flyta nedför floden som genomkorsar parken, medan medlemmarna i expeditionen letade efter fossil. Första försöket misslyckades och flotten sjönk, men idén var bra och den togs efter av många efterföljande forskare.
Efter de första fynden blev området snart allt mer känt för sin enorma rikedom på dinosauriefossil. Ett talesätt var att om man kastade hatten åt något håll och den inte hamnade sex meter från ett dinosaurieben, så var man inte i Dinosaur Provincial Park.
Den verkliga ryktbarheten för området sägs ha börjat med en jordbrukare från trakten som någon gång under 1910 besökte American Museum of Natural History i New York. Han märkte stora likheter med fossilerna på museet och de som fanns hemma på hans gård. En av de anställda på museet, Barnum Brown, tyckte att det lät väldigt intressant och bestämde sig för att undersöka saken närmare. han tog med sig två assistenter, Peter Kaisen och George Olsen, från museet, och de reste till Alberta för att leta efter fossil. Det var starten på det som senare kom att kallas för The Great Canadian Dinosaur Rush, den stora kanadensiska dinosaurieruschen, som varade i cirka tio år med början kring år 1910.
1912 fick sällskapet konkurrens av Charles H. Sternberg och hans tre söner, Charlie, Levi och George. Trots konkurrensen var tonen mellan de båda grupperna bra, och de kunde arbeta sida vid sida som ett helt arbetslag. Resultatet av verksamheten blev en stor samling dinosaurier som skickades runt till New York, Ottawa och Toronto.
Första gången man gjorde ett förslag att freda området och göra det till en nationalpark var redan 1915, men inte förrän 1955 kontaktade myndigheterna i Alberta Charlie Sternberg, sonen till Charles H. Sternberg, för att få hjälp med att välja ut områden som skulle fredas. Den 26 juni samma år bildades Steveville-Dinosaur Provincial Park. Parken döptes senare om till bara Dinosaur Provincial Park.

## Paleontologi

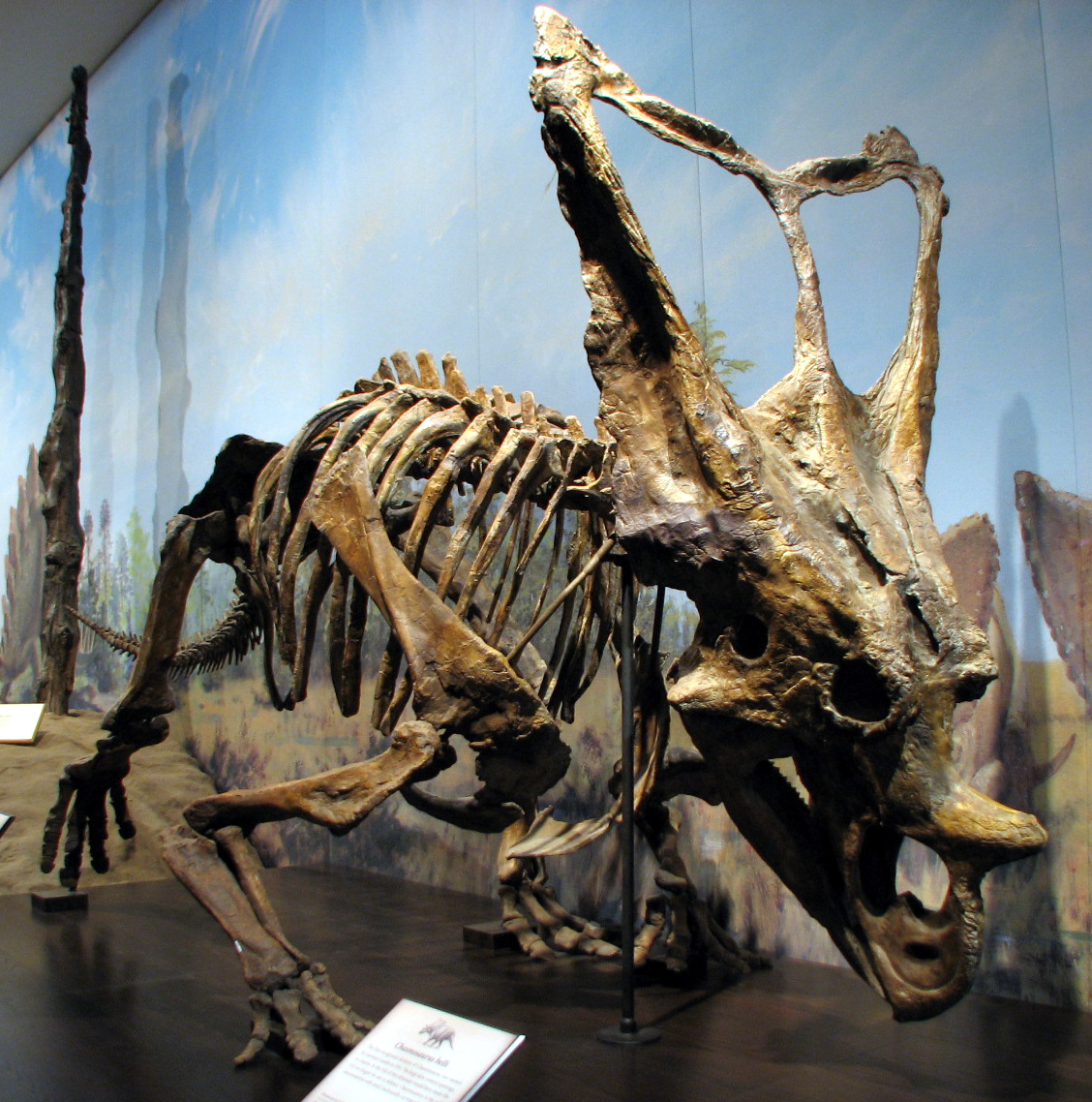
Fynd från Dinosaur Provincial Park

Paleontologer tillbringar varje år tid i Dinosaur Provincial Park med att söka efter och gräva ut fossil. Intressanta fynd görs ofta och frivilliga från hela världen kommer för att hjälpa till med utgrävningarna. 
Fossil grävs ofta ut på flera ställen samtidigt. På vissa ställen kan ensamma individer friläggas, medan det på andra ställen förekommer flera individer av samma art, eller flera individer av olika arter samtidigt, där alla ben ligger huller om buller. 
Det senaste är vanligast i nationalparken.De nya fynd som görs märkts ut på en karta så att man senare kan hitta tillbaka dit och börja gräva.